# Refluks
Gastroøsofageal reflukssygdom (''Refluxus gastro-oesophagealis'', halsbrand) er en lidelse, der skyldes tilbageløb (kaldet refluks) af mavesyre fra mavesækken til spiserøret.
Det ses, når der er nedsat kraft i lukkemusklen, og kan medføre irritation af spiserørets slimhinde og i sjældne tilfælde striktur.
Ulemperne lindres af Gaviscon.